# Répaszelet
A répaszelet a cukorrépából történő cukorgyártás egyik mellékterméke, amelyet préselt (nedvesszelet) illetve szárított formában szarvasmarhák, sertések, juhok és lovak takarmányozására használnak. 

## Előállítása és tárolása
A cukorgyártás során cukorrépát felszeletelik és kilúgozzák, majd az így keletkezett nyerslét (köztes termék) és a kilúgzott répaszeletet (melléktermék) szétválasztják. Ebben a fázisban a szelet szárazanyag-tartalma 8–10%. A víz egy részének kipréselése után keletkezik a préselt szelet, amelynek szárazanyag-tartalma 16–22%. A maradék víz elpárologtatása azaz a szárítás után keletkezik a szárított szelet, amelynek szárazanyag-tartalma már 88–90% körüli. Ehhez melaszt keverve melaszos préselt szelet (melaszos répaszelet) keletkezik. 
A préselt szelet silóban rövid ideig tárolható, tárolás közben azonban minőségromlás (savanyodás, nedvességvesztés) következik be. A szárított szelet jól szellőztethető száraz raktárban ömlesztett formában tárolható; tárolás közben folyamatosan ellenőrizni kell a hőmérsékletét, mivel 40°C felett begyulladhat.
Szelettermelés az Európai Unióban (2010/11)
| Ország             | Nedves szelet tonna | Préselt szelet tonna | Szárított szelet tonna | Melaszos szárított szelet tonna |
| ------------------ | ------------------- | -------------------- | ---------------------- | ------------------------------- |
| Ausztria           | -                   | 9021                 | 65113                  | 88443                           |
| Belgium            | 23692               | 890106               | 16054                  | -                               |
| Cseh Köztársaság   | -                   | 425298               | 75868                  | 2286                            |
| Dánia              | -                   | 111000               | 96000                  | -                               |
| Egyesült Királyság | -                   | 98622                | 173397                 | 232179                          |
| Franciaország      | 70209               | 2005225              | 1107437                | -                               |
| Finnország         | -                   | 111500               | -                      | -                               |
| Görögország        | -                   | 24672                | -                      | -                               |
| Hollandia          | 1384615             | 310468               | 77617                  | -                               |
| Lengyelország      | 1356445             | 1517421              | 61240                  | 43767                           |
| Litvánia           | n.a.                | n.a.                 | n.a.                   | n.a.                            |
| Magyarország       | -                   | 192391               | -                      | -                               |
| Németország        | n.a.                | n.a.                 | n.a.                   | n.a.                            |
| Olaszország        | n.a.                | n.a.                 | n.a.                   | n.a.                            |
| Spanyolország      | -                   | 9100                 | 466000                 | 160000                          |
| Svédország         | -                   | 271000               | -                      | -                               |
| Szlovákia          | -                   | 222345               | -                      | -                               |

## Felhasználása
Az energidús répaszeletet elsősorban a kérődző állatok takarmányozására használják, mivel ezek a benne található pektint és rostanyagokat a bendőjükben jól le tudják bontani. A nem kérődző állatok ezt a fajta a takarmányt kevésbé tudják hasznosítani. 
Ezen túlmenően a répaszeletet biogáz termelésére is lehet hasznosítani. Ennek során 1 tonna préselt szeletből mintegy 67 m³ biogáz nyerhető, amely mintegy 72% metánt tartalmaz. Összehasonlításképpen a földgáz metántartalma 96%, így a répaszeletből előállított 67 m³ biogáz körülbelül 46,3 m³ földgáznak felel meg. A keletkezett biogáz energiatermelésre használható; a kaposvári cukorgyár 2007 óta a gyártás energiaigényét részben a répaszeletből termelt biogázzal elégíti ki. 2008. januártól kezdődően a Nordzucker Groß Munzel-i gyára kísérleti jelleggel termel biogázt.